# Danmarks Forskningsbiblioteksforening
Danske Fag-, Forsknings- og Uddannelsesbiblioteker (DFFU) (tidl. Danmarks Forskningsbiblioteksforening) blev stiftet i 1978 som en fælles forening for Sammenslutningen af Danmarks Forskningsbiblioteker (SDF) og Foreningen af Medarbejdere ved Danmarks Forskningsbiblioteker (FMDF).
De to gruppering havde indtil da været en del af medlemsstrukturen i Danmarks Biblioteksforening, men utilfredshed med denne forening førte til en samlet udtræden i marts 1978.
Foreningens formål er:
- at fremme initiativer til gavn for forskningsbibliotekerne og det samlede biblioteksvæsen i Danmark
- at styrke samarbejdet om informationsformidling og dokumentation
- at udveksle ideer og erfaringer inden for det samlede kulturområde
- at samarbejde med andre beslægtede organisationer i ind- og udland.

Dette opnås blandt andet gennem afholdelse af temadage, konferencer og andre arrangementer med fagligt og aktuelt indhold, og hvert år i september afholdes desuden et årsmøde med et aktuelt tema på programmet.
Danske Fag-, Forsknings- og Uddannelsesbiblioteker  udgiver tidsskriftet REVY, der udkommer 4 gange årligt i et oplag på knap 1200 eksemplarer. Tidsskriftet indeholder biblioteksfaglige artikler til debat og nyhedsinformation på forskningsbiblioteksområdet. Endvidere bringer tidsskriftet foreningsinformation til medlemmerne samt informerer om møder, konferencer og kurser.

## Samarbejdspartnere
Danmarks Forskningsbiblioteksforening er medlem af:
- Bibliotekernes Dialogforum: Samarbejdet mellem de danske biblioteksforeninger

- EBLIDA: European Bureau of Library, Information and Documentation Associations

- FAIFE (IFLA): Freedom of Access to Information and Freedom of Expression

- IFLA: International Federation of Library Associations and Institutions

- LIBER: Ligue des Bibliothèques Européennes de Recherche